# Sis dies d'Atlantic City
Els Sis dies d'Atlantic City era una cursa de ciclisme en pista, de la modalitat de sis dies, que es corria a Atlantic City (Estats Units d'Amèrica). La seva primera edició data del 1909 i només es va disputar una segona edició el 1932.

## Palmarès
| Any       | Primers                          | Segons                                    | Tercers                       |
| --------- | -------------------------------- | ----------------------------------------- | ----------------------------- |
| 1909      | Paddy Hehir · Eddy Root          |                                           |                               |
| 1910-1931 | No disputats                     |                                           |                               |
| 1932      | William Peden · Franco Giorgetti | Reginald McNamara · Xavier Van Slembroeck | Louis Cohen · Alfred Crossley |